# Писемність мундарі
Писемність мундарі — писемність мови мундарі. Ця мова записується писемностями деванагарі, орія і латиницею. Також можуть використовуватись й нові системи письма, спеціально створені для мундарі та її діалекту бхумідж.

## Письмо деванагарі
В Індії мундарі записується письмом деванагарі.
Нижче для прикладу наведені уривок із Євангелія і молитва «Отче наш» мовою мундарі (письмо деванагарі).

## Письмо орія
Мова мундарі в штаті Орісса (Індія) записується письмом орія.
Знаки для голосних
| Незалежний знак для голосного | Залежний знак для голосного | Транскрипція МФА |
| ----------------------------- | --------------------------- | ---------------- |
| ଅ                             |                             | [a]              |
| ଆ                             | ା                            | [aː]             |
| ଇ                             | ି                            | [i]              |
| ଉ                             | ୁ                            | [u]              |
| ଏ                             | େ                            | [e]              |

Знаки для приголосних
| Складовий знак | МФА   |
| -------------- | ----- |
| ପ              | [pa]  |
| ଜ              | [d͡ʒa] |
| ସ              | [sa]  |
| ଚ              | [t͡ʃa] |
| ଣ              | [ɳa]  |

| Складовий знак | МФА  |
| -------------- | ---- |
| ଲ              | [la] |
| ବ              | [ba] |
| ଡ଼              | [ɖa] |
| ଦ              | [da] |
| ଗ              | [ga] |

| Складовий знак | МФА  |
| -------------- | ---- |
| ୟ              | [ja] |
| ଞ୍ଜ             | [ɲa] |
| ତ              | [ta] |
| କ              | [ka] |
| ମ              | [ma] |

| Складовий знак | МФА  |
| -------------- | ---- |
| ହ              | [ha] |
| ର              | [ra] |
| ନ              | [na] |
| ଟ              | [ʈa] |
| ଳ              | [ɭa] |

Інші знаки
| Залежний знак | Назва    |
| ------------- | -------- |
| ଂ              | анусвара |
| ଃ              | вісарга  |

Для діалекту бхумідж теж існує версія письма орія.
Знаки для голосних
| Незалежний знак для голосного | Залежний знак для голосного |
| ----------------------------- | --------------------------- |
| ଅ                             |                             |
| ଆ                             | ା                            |
| ଇ                             | ି                            |
| ଉ                             | ୁ                            |
| ଏ                             | େ                            |
| ଓ                             | ୋ                            |

Знаки для приголосних
| Складовий знак |
| -------------- |
| ୟ              |
| ଳ              |
| ଠ              |
| ମ              |
| ଗ              |

| Складовий знак |
| -------------- |
| ଣ              |
| ଚ              |
| ହ              |
| ସ              |
| ର              |

| Складовий знак |
| -------------- |
| ଜ              |
| ଡ              |
| କ              |
| ନ              |
| ଦ              |
| ଟ              |

| Складовий знак                                   |
| ------------------------------------------------ |
| ପ                                                |
| ତ                                                |
| Приголосний знак VA (інший варіант) письма орія. |
| ଲ                                                |
| ବ                                                |
| ଧ                                                |

Інші знаки
| Залежний знак | Назва   |
| ------------- | ------- |
| ଃ              | вісарга |

Для прикладу нижче наведений уривок із Євангелія мовою мундарі (письмо орія).

## Латинське письмо
Мова мундарі може записуватись також латинською абеткою.
Нижче наведений один із її варіантів. 
| A a | E e | I i | O o | U u | Ṇ ṇ | Y y | W w | G g | J j  | Ch ch |
| --- | --- | --- | --- | --- | --- | --- | --- | --- | ---- | ----- |
| /a/ | /e/ | /i/ | /o/ | /u/ |     | /j/ | /w/ | /g/ | /d͡ʒ/ | /t͡ʃ/  |

| D d | T t | R r | S s | N n | Ng ng | Ḍ ḍ | Ṭ ṭ | Ṛ ṛ | H h | Ñ ñ |
| --- | --- | --- | --- | --- | ----- | --- | --- | --- | --- | --- |
| /d/ | /t/ | /r/ | /s/ | /n/ | /ŋ/   | /ɖ/ | /ʈ/ | /ɽ/ | /h/ | /ɲ/ |

| Kʼ kʼ | Chʼ chʼ | Dʼ dʼ | Bʼ bʼ | Tʼ tʼ |
| ----- | ------- | ----- | ----- | ----- |

| A̓ a̓ | E̓ e̓ | I̓ i̓ | O̓ o̓ | U̓ u̓ |
| --- | --- | --- | --- | --- |

- Носові голосні позначаються написанням букви ṇ після букви для голосного[10].
- Придихові приголосні передаються написанням букви h після відповідної букви для приголосного (наприклад: dh, ḍh, th, ṭh)[11].

## Інші системи письма
В 1990-х роках Рогідас Сінґх Наг (Rohidas Singh Nag) створив письмо бані гісір для мови мундарі.
Для діалекту бхумідж також було розроблене письмо.

## Зображення
Наведено дві сторінки із чотирьох Євангелій мовою мундарі, написаних письмом деванагарі. Взято з книги gospels in Mundari». 
Внизу розміщена таблиця знаків писемностей орія і бані гісір для мундарі.

## Додаткові джерела і посилання
- Книга Буття мовою мундарі (письмо деванагарі).
- Християнський текст мовою мундарі (письмо деванагарі).
- Manindra Bhusan Bhaduri. «A Mundari-English dictionary» (латинське письмо).
- On Oriya VA and WA.